# Banded Peak, Antarktis
Banded Peak är en bergstopp i Antarktis. Den ligger i Västantarktis. Nya Zeeland gör anspråk på området. Toppen på Banded Peak är 1 400 meter över havet, eller 225 meter över den omgivande terrängen. Bredden vid basen är 2,2 km.
Terrängen runt Banded Peak är varierad. Trakten är obefolkad. Det finns inga samhällen i närheten.